# Loď Pivovar

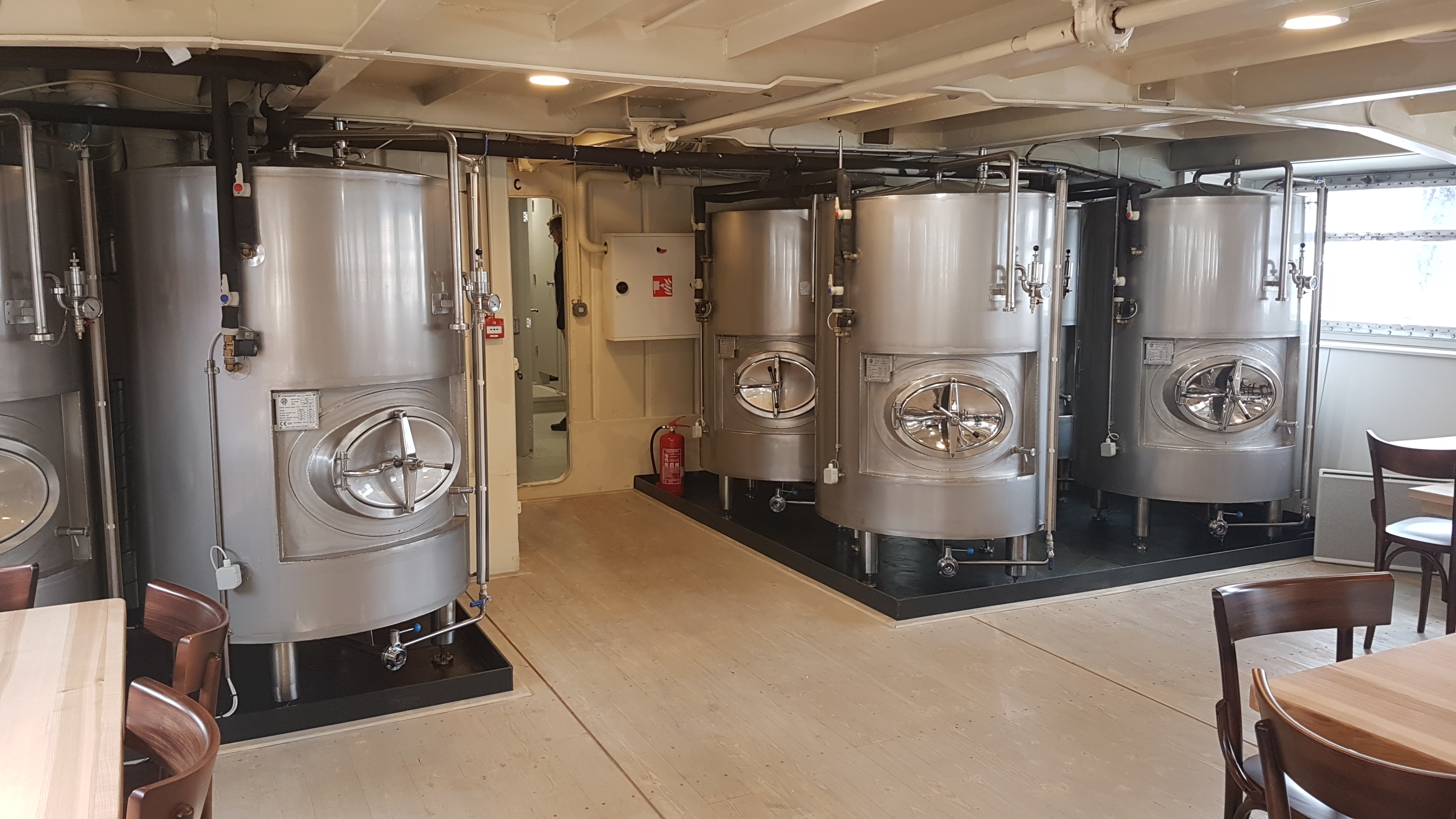
Ležácké tanky

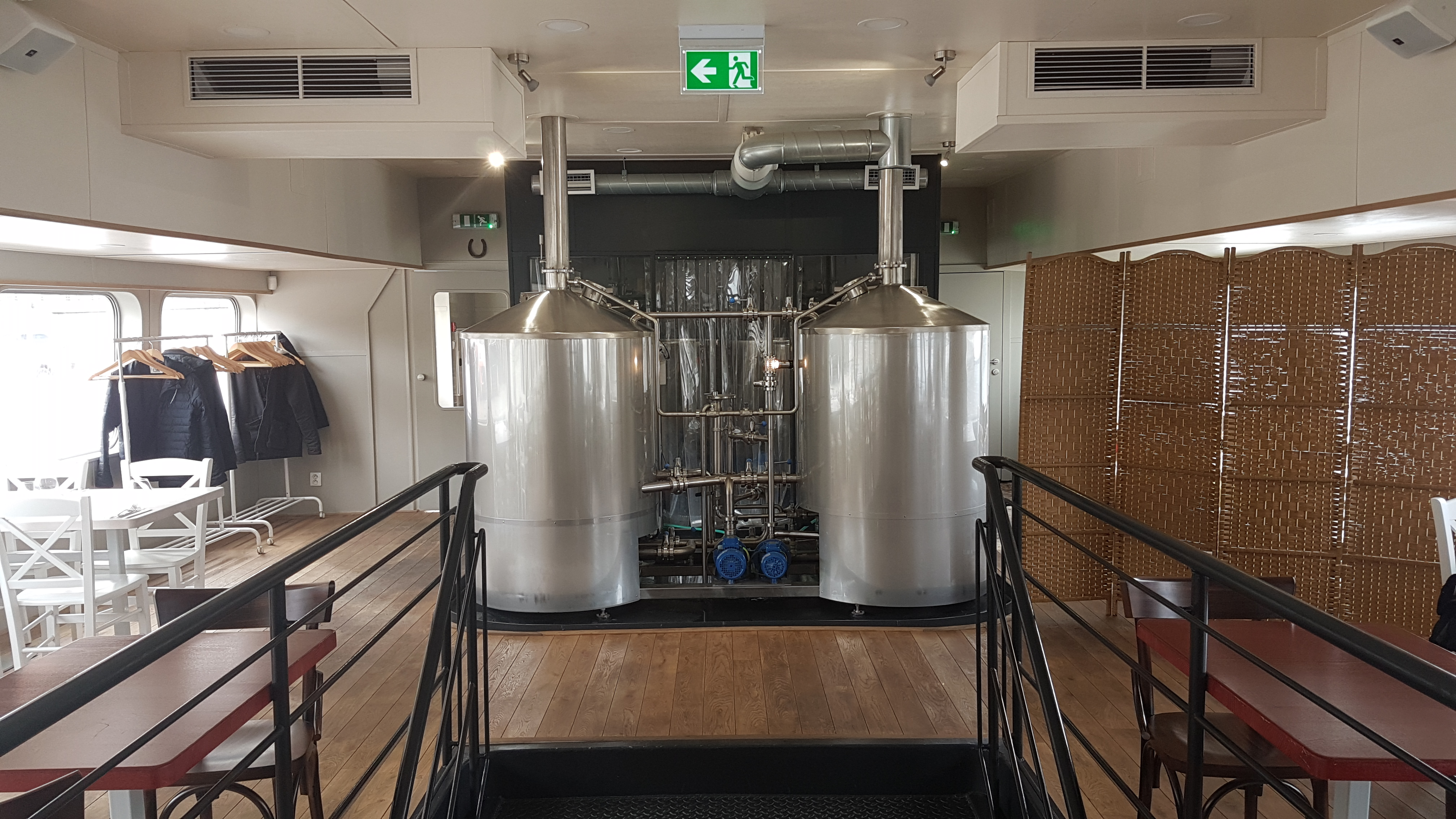
Varna

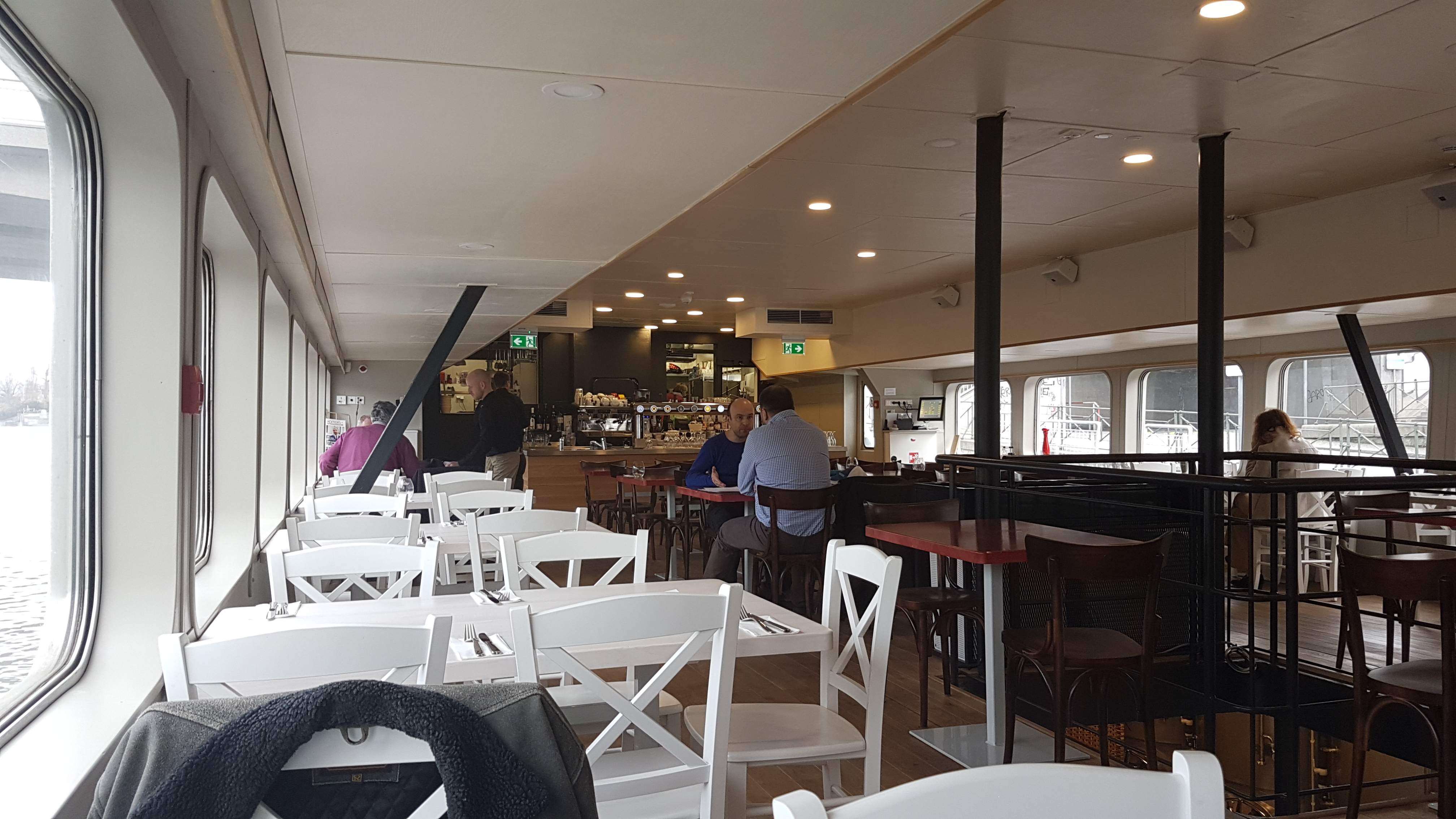
Interiér restaurace

Loď Pivovar je unikátní minipivovar s restaurací umístěný na bývalé diskotékové lodi z 60. let. Pro veřejnost byla loď otevřena 9.3.2017. Náklady na přestavbu lodi a vybudování minipivovaru dosáhly 50 milionů korun. Majitelem lodi je podnikatel Vojtěch Ryvola, sládkem Karel Kroupa a šéfkuchařem restaurace Jiří Novák. Dodavatelem pivovarské technologie instalované v lednu 2017 je společnost J. Hradecký spol. s r.o. Pacov. Vlastní technologie se skládá z nerezové varny, prostorově chlazené spilky se čtyřmi nerezovými kvasnými káděmi a 16 plášťově chlazených ležáckých tanků (12 à 1000 litrů, 4 à 700 litrů). Gastronomický provoz se pak skládá ze tří částí, tedy restaurace, pivnice v podpalubí a letní horní vyhlídková paluby.

## Vyráběné druhy piv
Ke dni otevření produkoval pivovar následující druhy piv:

### 10° Legie
- Styl: světlý ležák
- Parametry: stupňovitost 10 %, alkohol 4,2 %
- Složení: žatecké chmele

### 12° Republika
- Styl: světlý ležák
- Parametry: stupňovitost 12 %, alkohol 5,1 %
- Složení: moravské slady, žatecké chmele

### 13° Monarchie
- Styl: tmavý speciál
- Parametry: stupňovitost 13 %, alkohol 5,5 %

### 12° Remorkér
- Styl: světlý ležák
- Parametry: stupňovitost 12 %, alkohol 5,3 %
- Složení: chmel Kazbek

### 13° APA New Orleans
- Styl: American Pale Ale
- Parametry: stupňovitost 13 %, alkohol 5,6 %
- Složení: tři druhy sladu a dva druhy amerických chmelů

### 15° Stout Hood
- Styl: Stout
- Parametry: stupňovitost 15 %, alkohol 6,4 %
- Složení: pět aromatických sladů